# Bàng Quyên
Bàng Quyên (giản thể: 庞涓; phồn thể: 龐涓; bính âm: Pang Juan, 385 TCN - 342 TCN/341 TCN) là một nhân vật trong lịch sử Trung Quốc thời Chiến Quốc. Ông được biết tới thông qua những ghi chép về câu chuyện Bàng Quyên-Tôn Tẫn trong sách Sử ký Tư Mã Thiên cùng vai trò đại tướng nước Ngụy trong hai trận chiến nổi tiếng thời Chiến Quốc là trận Quế Lăng và trận Mã Lăng trong đó trận thứ 2 là nơi Bàng Quyên đã tử trận dưới tay người bạn học cũ và là kẻ thù trên chiến trường Tôn Tẫn.

## Tiểu sử

### Hại Tôn Tẫn
Trong sách Sử ký Tư Mã Thiên thiên Tôn Tử Ngô Khởi liệt truyện có ghi: Bàng Quyên cùng học binh pháp với Tôn Tẫn.
Sau khi học xong, Bàng Quyên được làm quan nước Ngụy. Tuy nhiên ông tự cho rằng mình không giỏi bằng Tôn Tẫn, con cháu của vị tướng nổi tiếng Tôn Vũ. Để triệt hạ bạn học, Bàng Quyên cho người mời Tôn Tẫn đến nước Ngụy rồi vu tội cho khiến Tôn Tẫn bị chặt xương đầu gối và thích lên mặt để Tôn Tẫn phải giấu mình không thể ra làm tướng. Cái tên Tẫn (臏, hình phạt chặt xương đầu gối) của Tôn Tẫn chính là xuất phát từ sự kiện này. Năm 366 TCN, biết tin sứ giả nước Tề qua nước Ngụy, Tôn Tẫn thân hành tới thuyết phục sứ giả. Thấy Tôn Tẫn có tài lạ, sứ giả bèn đưa Tôn Tẫn về nước Tề và Tẫn trở thành thượng khách của tướng quốc Điền Kỵ.

### Trận Quế Lăng
Năm 353 TCN, Bàng Quyên được Ngụy Huệ vương giao chức đại tướng cầm quân đi đánh nước Triệu. Tài năng của Bàng Quyên khiến quân Triệu thua liên tục, vua Triệu phải cầu cứu nước Tề.
Nghe theo kế "vây Ngụy cứu Triệu" (圍魏救趙) của Tôn Tẫn, Điền Kỵ thay vì cứu Triệu lại dẫn quân tức tốc tiến thẳng đến kinh đô Đại Lương của nước Ngụy, buộc Bàng Quyên phải bỏ việc tấn công Triệu để quay về cứu nước rồi bị quân Điền Kỵ đánh cho đại bại trong trận Quế Lăng. Sau khi bắt được Bàng Quyên, Tôn Tẫn vì nể tình bạn học xưa nên đã tha chết cho Bàng Quyên mà còn thả ông quay về nước Ngụy. Chương 1 cuốn Tôn Tẫn binh pháp, tác phẩm binh pháp của Tôn Tẫn được dành để nói về các sự kiện xoay quanh cuộc đối đầu giữa Tôn Tẫn và Bàng Quyên ở trận Quế Lăng.
Sử ký chỉ nhắc tới việc Điền Kỵ đánh bại Bàng Quyên ở Quế Lăng, không đề cập việc Bàng Quyên bị bắt trong trận này. Tiểu thuyết Đông Chu liệt quốc đã mô tả câu chuyện giữa Bàng Quyên và Tôn Tẫn trong hồi 88: "Tôn Tẫn giả điên thoát nạn, Bàng Quyên bại trận Quế Lăng".

### Trận Mã Lăng
Tới năm 341 TCN, Ngụy vương một lần nữa sai Bàng Quyên đem quân đánh Tề. Để lừa Bàng Quyên đuổi theo quân Tề, Tôn Tẫn dùng kế rút bếp, theo đó cứ ngày hôm sau thì lại cho làm ít bếp ở doanh trại hơn so với ngày hôm trước, ngày đầu 10 vạn cái, ngày hôm sau còn 5 vạn cái và đến hôm sau nữa còn 3 vạn cái. Kế rút bếp khiến Bàng Quyên tưởng rằng quân Tề vì sợ hãi đã bỏ trốn quá nửa, vì vậy Bàng Quyên bỏ bộ binh, chỉ mang theo khinh binh thúc quân bất chấp mỏi mệt đuổi theo quân Tề ngày đêm. Về phần mình, Tôn Tẫn trù tính trước sẽ đánh úp quân Ngụy ở đường Mã Lăng (馬陵, nay nằm ở Tây Nam huyện Phạm, Hà Nam), một con đường hẹp có hai bên vào hiểm trở, dễ mai phục, khó lui quân. Tôn Tẫn cho quân dùng cung tên mai phục cẩn thận ở Mã Lăng, lại cho sơn trắng cây trên đó có ghi chữ: "Bàng Quyên chết ở dưới cây này!". Quả nhiên Bàng Quyên cùng tinh binh bị lừa vào rọ lúc nửa đêm, đang lúc Bàng Quyên sai đốt lửa để đọc chữ thì Tôn Tẫn cho quân phục kích bắn tên tới tấp vào quân Ngụy, Bàng Quyên thấy thế cùng lực kiệt bèn tự đâm cổ chết, trước lúc chết còn than rằng:
| “ | Thế là ta làm cái thằng ấy nổi danh! | ” |

Không rõ Bàng Quyên bao nhiêu tuổi. Cuộc đời hoạt động của ông ở nước Ngụy kéo dài hơn 20 năm.

## Trong văn học
Bàng Quyên được tiểu thuyết Đông Chu liệt quốc đề cập và xuất hiện trong câu chuyện với Tôn Tẫn từ hồi 87 đến hồi 89.
Hồi 87 nói về thời gian hai người còn là học trò của Quỷ Cốc Tử mà Sử ký không đề cập. Chuyện Bàng Quyên - Tôn Tẫn mà Sử ký chép được tác giả Phùng Mộng Long đề cập tương tự từ hồi 88 tới hồi 89.